# ونیس (لوئیزیانا)
ونیس (به انگلیسی: Venice) شهری در ایالت لوئیزیانا کشور ایالات متحده آمریکا است که جمعیت آن در سرشماری سال ۲۰۱۰ میلادی، ۲۰۲ نفر بوده‌است.